# Karel II. z Lichtensteinu-Castelcorna
Karel II. hrabě z Lichtensteinu-Castelcorna (Karl II. Graf von Liechtenstein und Castelcorn) (8. dubna 1624, Kladsko – 23. září 1695, Olomouc) byl rakouský šlechtic a v letech 1664–1695 olomoucký biskup, krátce zastával také funkci zemského hejtmana na Moravě (1666–1667). Ve druhé polovině 17. století patřil k předním osobnostem rekatolizace na Moravě, jeho jméno je spojováno také s čarodějnickými procesy na severní Moravě. Jako vzdělaný duchovní s širokým rozhledem a kulturními zájmy inicioval přestavbu řady objektů rezidenční sítě olomoucké diecéze (palác v Olomouci, zámek Kroměříž), proslul též jako sběratel a mecenáš umění.

## Životopis
Pocházel z tyrolského šlechtického rodu Lichtenstein-Castelcornů usazeného od 17. století na Moravě (Pernštejn). Narodil se jako mladší syn kladského zemského hejtmana Filipa Rudolfa Lichtenštejn-Kastelkorna (†1637), po otci byl synovcem moravského zemského hejtmana Kryštofa Pavla z Lichtensteinu-Castelcorna (†1648). Karel studoval jezuitské gymnázium v Innsbrucku, poté absolvoval práva na univerzitě v Ingolstadtu. Během studií přijal kněžské svěcení a ještě jako nezletilý obdržel post kanovníka v Salcburku (1637) a Olomouci (1641). Od roku 1653 byl kanovníkem v Pasově a v roce 1654 se stal děkanem salcburské kapituly. Dne 12. března 1664 byl zvolen biskupem v Olomouci a správcem diecéze byl více než třicet let. Do Olomouce přijel v říjnu 1664 a koncem měsíce byl intronizován v katedrále sv. Václava

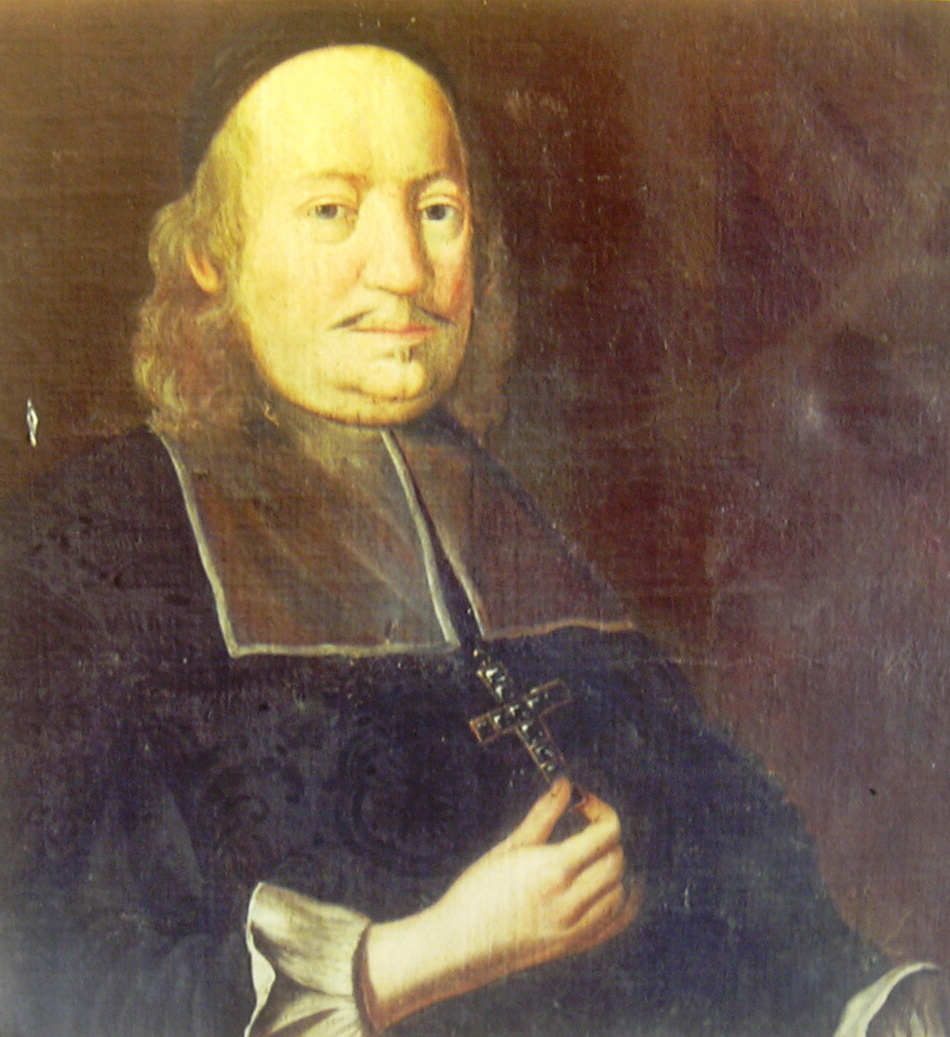
Portrét Karla II. z Lichtensteinu-Castelcorna

Nejdůležitějším úkolem nového olomouckého biskupa bylo provést a dokončit rekatolizaci na Moravě, která byla ze zahraničně-politických důvodů částečně pozastavena během třicetileté války. Již roku 1666 bylo jeho jménem vydáno „Monitorium sive instructio pro decanis ruralibus et parochis dioecesis Olomucensis“, která zaváděla pořádek v kléru. Dosavadní děkanáty s rozsáhlou územní působností rozdělil na menší správní celky. Zavedl děkanské a farní matriky a pravidelně vizitoval diecézi. Prosazoval kult svatých Cyrila a Metoděje, v roce 1675 prohlásil svatého Josefa jako patrona Moravy. Rekatolizaci v okrajových částech diecéze prováděl za pomoci jezuitů a často s použitím vlastních finančních prostředků (severní Morava a Slezsko, Valašsko). Celou diecézi rozdělil na arcijáhenství olomoucké, brněnské, znojemské a opavské a toto správní dělení zůstalo platné až do zřízení brněnského biskupství v roce 1777. Podporoval vzdělanost zakládáním piaristických škol. V roce 1687 založil piaristické gymnázium a kolej v Kroměříži, v roce 1690 ve Staré Vodě (kde obnovil i poutní chrám a vybavil jej paramenty) a v roce 1694 v Příboře. V roce 1688 věnoval 15 000 zlatých v Kroměříži na fundaci zpěváckého semináře určeného pro výchovu dvanácti chlapců. V roce 1670 založil v Těšíně jezuitskou kolej. Zvětšil finanční dotace pro kapituly v Olomouci a Kroměříži. Roku 1680 dal souhlas s vyšetřováním a následnému upálení v roce 1685 Kryštofa Aloise Lautnera, obžalovaného soudcem Bobligem z Edelstadtu z čarodějnictví. Nečinně přihlížel čarodějnickým procesům probíhajícím na Velkolosinsku a Šumpersku.
Jako olomoucký biskup s titulem říšského knížete byl také přední osobností politické správy Moravského markrabství. Aktivně se zúčastnil zasedání moravského zemského sněmu, byl též členem několika komisí věnujícím se daňovému zatížení v době válek druhé poloviny 17. století. Na základě Obnoveného zřízení zemského měl jako přední církevní hodnostář zajištěnou první pozici ve sněmovní lavici, v otázce kompetencí a přednostního práva ale měl několik sporů s představiteli nejvyšší šlechty. Nejvážnější konflikt, který prakticky paralyzoval politickou scénu na Moravě, vedl v polovině šedesátých let 17. s moravským zemským hejtmanem knížetem Ferdinandem z Ditrichštejna. Po odchodu knížete Ditrichštejna k císařskému dvoru do Vídně sám v letech 1666–1667 provizorně zastával funkci zemského hejtmana na Moravě.

## Stavební aktivity a umělecký mecenát

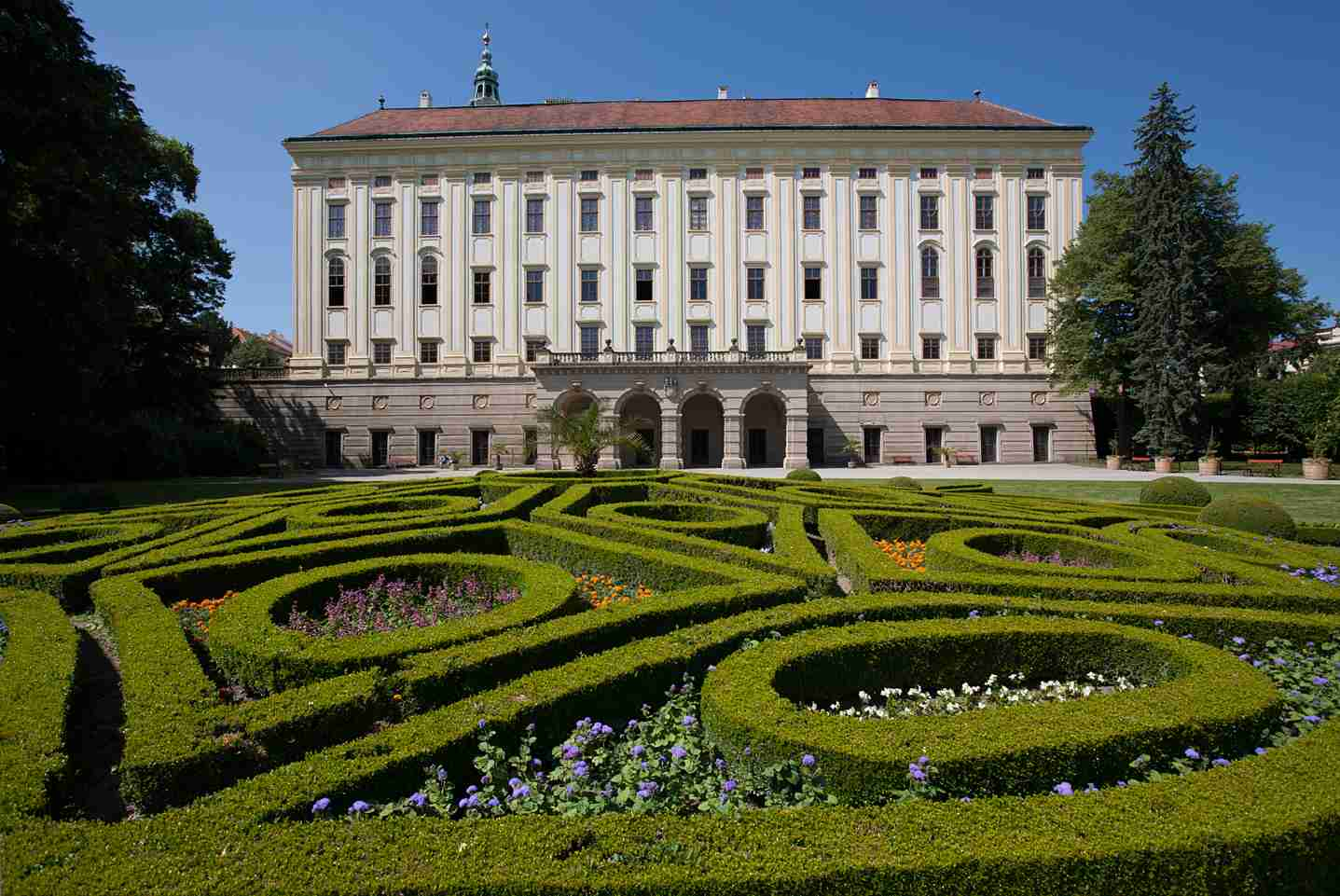
Zámek Kroměříž

Hned po svém zvolení přistoupil k přestavbě a rozšíření biskupského paláce v Olomouci, který vyhořel v roce 1661. Po zakoupení sousedních parcel byl původní renesanční palác rozšířen o dvě křídla (1664-1669) a tato podoba rezidence se i přes stavební úpravy počátkem 20. století zachovala dodnes. Autorem projektu přestavby olomouckého paláce byl císařský architekt Filiberto Lucchese, po jeho smrti stavbu řídil Giovanni Pietro Tencalla.

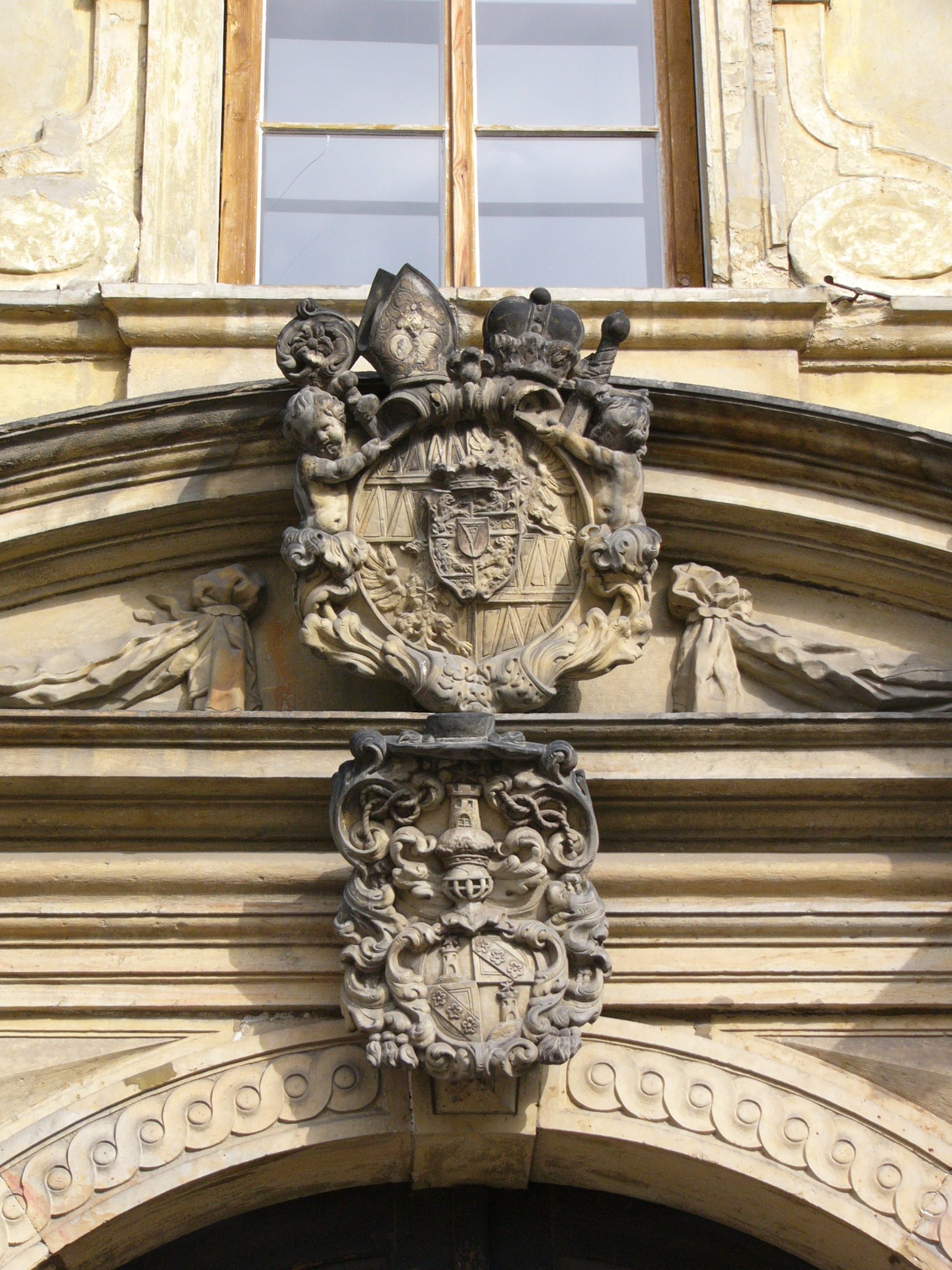
Znak biskupa Karla II. z Lichtenštejn-Kastelkornu v Olomouci. Spodní znak patří kanovníkovi Ferdinandu svobodnému pánu Schröffelovi ze Schröffenheimbu.

Jako venkovská rezidence olomouckých biskupů bylo určeno město Kroměříž, jemuž Karel II. z Lichtenštejna-Kastelkornu věnoval řadu let značnou pozornost. Zámek zničený za třicetileté války byl znovu vybudován v podstatě jako novostavba ve dvou etapách (1665–1672, 1686–1698). Podle projektů F. Luccheseho a G. P. Tencally vznikla mohutná čtyřkřídlá stavba s uzavřeným nádvořím dochovaná v nezměněné podobě dodnes. Barokní symetrickou úpravu dostala v té době Podzámecká zahrada, větší význam má Květná zahrada (1665–1675) zřízená na místě libosadu západně od zámku. Komplex kroměřížského zámku a obou zahrad dnes spadá pod památkovou ochranu UNESCO. Město Kroměříž mělo v té době samostatný stavební úřad, který realizoval novostavby i úpravy církevních staveb. Biskupský dekret z roku 1680 nařídil vybudovat všem měšťanským domům v centru slepá druhá patra, aby byl vytvořen reprezentativní prostor náměstí před vstupem do zámku. Koncem 17. století byl v Kroměříži zřízen vodovod. Z roku 1665 pochází biskupská mincovna (ta však byla v roce 1669 přesunuta do Vyškova)
V roce 1665 byla zahájena rozsáhlá přestavba poškozeného hradu Mírov, který měl na rozdíl od jiných biskupských sídel nadále plnit funkci vojenské pevnosti. Rekonstrukce mírovského hradu trvala až do poloviny 80. let 17. století, dokončena byla v roce 1686 dobudováním hradeb. Součástí přestavby byl také vznik hradního kostela sv. Markéty (G. P. Tencalla). Kromě apartmánu určeného pro občasný pobyt biskupa a další ubytovací kapacity pro padesát hostů byla na Mírově soustředěna především obrovská sbírka zbraní, která spadala do ideologické koncepce reprezentace barokního velmože. V menší míře se aktivity biskupa Lichtenštejn-Kastelkorna dotkly i dalších sídel olomoucké diecéze. Přestavba zámku v Kelči z druhé poloviny 17. století je doložena biskupovým erbem nad vstupním průčelím. Stavební úpravy proběhly také na zámku Vyškov a hradu Hukvaldy.
Nedílnou součástí aktivit biskupa Karla Lichtenštejna-Kastelkorna bylo také cílevědomé rozšiřování uměleckých sbírek. Největší akvizici podnikl v roce 1673, kdy v dražbě zakoupil sbírku obrazů od bratrů Imstenraedtových z Kolína nad Rýnem (tuto sbírku předtím odmítl císař Leopold I.) Do majetku olomoucké diecéze se tak dostalo několik vysoce hodnotných prací. Nejvýznamnější z nich je Tizianův obraz Apollo a Marsyas, který patří k nejcennějším uměleckým dílům na území České republiky (tento a jiné obrazy jsou umístěny na zámku v Kroměříži, další část sbírky se nachází v Arcibiskupském paláci v Olomouci). Biskup Lichtenštejn-Kastelkorn umělecké sbírky rozšiřoval dalšími nákupy, sám také zadával zakázky regionálním umělcům. Do konceptu reprezentační strategie barokního církevního velmože spadá také soutředění bohaté knihovny v rozsahu 4.500 svazků umístěné též na zámku Kroměříž.

## Závěr života a smrt

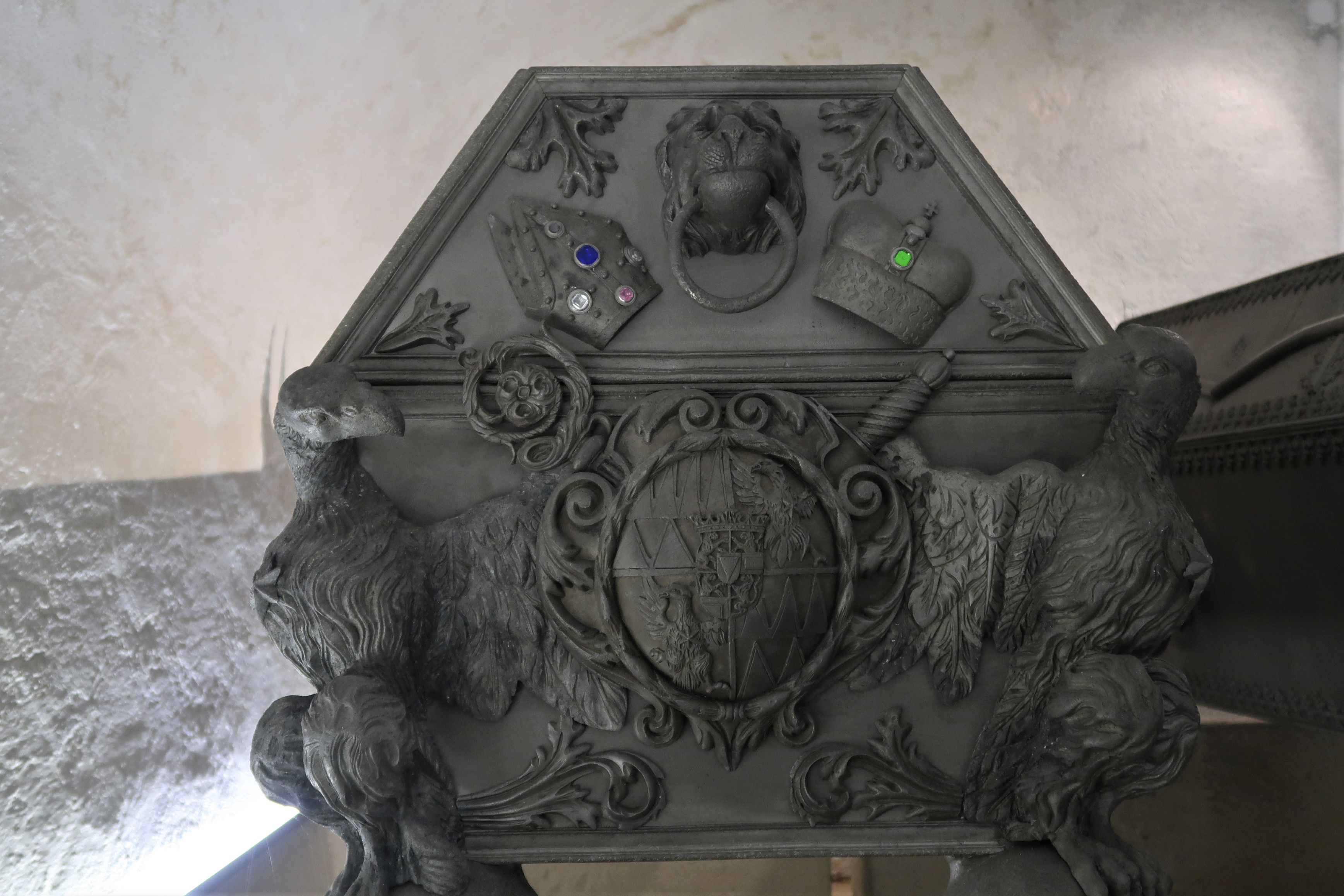
Rakev biskupa Karla II. z Lichtenštejna-Kastelkornu v kryptě olomoucké katedrály sv. Václava

Pro své chabé zdraví od roku 1682 několikrát písemně žádal o požehnání kapucína Marka z Aviana a roku 1690 jmenoval svým koadjutorem (pomocným biskupem s právem nástupnictví) Františka Antonína Losensteina, který však zemřel ještě za jeho života, roku 1692. Roku 1694 proto byl i z politických důvodů jmenován koadjutorem lotrinský vévoda Karel Josef, jemuž v té době bylo 14 let.
Je pohřben v kryptě katedrály svatého Václava v Olomouci.

## Znak biskupa Karla II.
Jako biskup používal Karel II. rodového erbu hrabat z Lichtenštejna-Kastelkornu, položeného jako srdeční štítek na znaku olomouckého biskupství.
Další vyobrazení jeho znaku v Olomouci jsou – kromě znaku na ulici Wurmova 13 (viz obrázek) – dvě také přímo na portálech budovy olomouckého arcibiskupství a jedno na portálu na nám. Republiky 3.